# Гнуштя
Гнуштя (словац. Hnúšťa) — місто, громада в окрузі Рімавска Собота, Банськобистрицький край, Центральна Словаччина. Кадастрова площа громади — 68,049 км².

## Географія
Розташоване біля підніжжя Словацьких Рудних гір в котловині між горами Сінек (916 м), Остра (1012 м), Штепов Врх, Брандзова, Брезіна. Середня висота над рівнем моря — 389 м. Через місто протікає річка Рімава і Стрижівський потік.

## Історія
Перша письмова згадка про місто датована 1334 роком в переліку платників папських податків. У 1811 році заснована компанія «Rimavská Coalícia», яка займалася видобуванням корисних копалин. У 1881 році засновано Ріма-мурансько-шалготаріанське акціонерне товариство (Rima-muránsko-šalgotarianská účastinná spoločnosť), яке у 1885 році побудувало першу в Словаччині коксову доменну піч. У той час місто стало лідером з виробництва чавуну в Словаччині. На початку 20 століття металургійне виробництво знизилось, у місті був високий рівень безробіття. 1923 року металургійний завод закрився, але цього ж року відкрився хімічний завод компанії Slovenské lučobné závody (Словацькі медичні заводи), що належали доктору Блазбергу. У Гнушті також видобували та переробляли магнезит.
До 1960 року Гнуштя було окружним центром. У 1960 році отримало статус міста після об'єднання з селищем Лікєра. Деякий час місто називалось Гнуштя-Лікєра.
2006 року в Гнушті побудували завод з виробництва автомобільних кабелів корейської фірми Yura Corporation Ltd.

## Населення
| Рік:            | 1994. | 2004.   | 2014.   | 2024.    |
| --------------- | ----- | ------- | ------- | -------- |
| Кількість осіб: | 7455  | 7558    | 7676    | 6436     |
| Різниця:        |       | +1,38 % | +1,56 % | -16,15 % |

| Рік:            | 2023. | 2024.   |
| --------------- | ----- | ------- |
| Кількість осіб: | 6504  | 6436    |
| Різниця:        |       | -1,04 % |

Національний склад:
- Словаки - 93,12%
- Цигани - 3,36%
- Угорці - 1,07%
- Чехи - 0,40%
- Німці - 0,04%

Релігійний склад:
- Римо-католики - 36,10%
- Атеїсти - 35,44%
- Протестанти (преважно лютерани) - 21,62%
- Греко-католики - 0,37%